# Древнерусские тайнописи
Наиболее ранние тексты на Руси с использованием тайнописи (шифрования) относят к XII веку. Среди приемов, использовавшихся при защите текстов, были, в частности, простые моноалфавитные шифры (простая литорея, письмо в квадратах), тайнопись глаголицей, тайнопись греческой азбукой и, кроме того, специальные приёмы письма, например, монокондил.

## Виды древнерусских тайнописей
Тайнописи, встречающиеся в древнерусских текстах, имеют несколько систем:
1. Система «чуждых письмён». Состоит в замене букв кириллицы буквами иных алфавитов.
  1. Тайнопись глаголицей
  2. Тайнопись латиницей
  3. Тайнопись греческой азбукой
  4. Пермская азбука (абур)
2. Система изменённых знаков.
  1. Тайнопись инока Луки.
  2. Полусловица.
  3. Гласная полусловица.
  4. Тайнопись из «Толкования паполитово от чени».
  5. Тайнопись из евангелия (писанного под Вязьмой).
3. Системы нарочно придуманных знаков.
  1. Условные алфавиты.
    1. Азбуки Филарета.
    2. Тайнопись А. Л. Ордин-Нащокина.
    3. Тайнопись В. М. Тяпкина.
    4. Тайнопись из рукописи Н. П. Никифорова.
    5. Тайнопись Звенигородского колокола.
    6. Тайнопись «решётка».
    7. Тайнописное письмо Петра I.

  2. Усложнённые алфавиты.
    1. Ключ к тайнописи из хронографа XVII века.
    2. Ключ к тайнописи из рукописи библиотеки Синодской типографии № 1028.
    3. Ключ к «азбуке копцева».
    4. Ключ к «флопяцевской азбуке».
    5. Сравнение четырёх азбук.
4. Системы замены букв.
  1. Простая литорея (тарабарское письмо).
  2. Мудрая литорея.
  3. Письмо в квадратах.
  4. Ключ к тайнописи Петра I.
5. Счётные системы.
  1. Цифровой разряд.
  2. Описательный разряд.
  3. Значковый разряд.
6. Тайнописная вязь.
  1. Поморская вязь.
  2. Вязь русских знамён.
    1. Вязь знамени Ермака.
    2. Вязь знамени Дмитрия Пожарского.

  3. Титулатуры.
  4. Вязь молитвы «Достойно есть яко».
  5. Вязь книжных заголовков.
  6. Монокондил.
  7. Экслибрис игумена Досифея.
  8. Монограмма "Царь"
7. Прочие системы.
  1. Акростих.
  2. Обратное письмо.
  3. Пиратские.

## Тайнописи в хронологическом порядке
В хронологическом порядке тайнописи использовались следующим образом:
- XI—XVI века — глаголица.
- XIII—XVIII века — простая литорея и мудрая литорея.
- XIV век — изменённые кириллические знаки.
- XIV — н. XVI века — пермская азбука.
- XIV—XVII века — полусловица.
- XIV—XVII века — цифровой разряд.
- XV—XVII века — греческая азбука.
- XVI—XIX века — цифровой разряд с арабскими цифрами.
- XVI век — условный порядок букв в слове.
- XVI—XVII века — условные алфавиты со следами обычного.
- XVI—XVII века — значковый разряд.
- конец XIV—XIX век — вязь.
- XVI—XVIII века — латинская азбука.
- XVI—XIX века — обратное направление письма.
- с XVII века — нарочито придуманные азбуки.
- XVII век — письмо в квадратах.
- XVII век — описательный цифровой разряд.
- XVII век — акростих.

## Известные записи тайнописью

### Тайнопись из евангелия, писанного под Вязьмой
В евангелии 1527 г. писанном под Вязьмой (рукопись Гос. Публ. библ. Q. I. N 21) есть небольшое послесловие (см. рис), в котором представлена богатая смесь разных принципов тайнописания.
Прежде всего, по крайней мере в начале, автор пытался использовать метод перестановки букв. В слове вл(а)д(ы)ко буква Л предшествует на письме букве В, а К стоит перед Д. В начале следующего слова тоже перестановка.
Наряду с измененными знаками путём добавления кружков, что приближает их к глаголическому начертанию (О,В, Д, У, К, Л), используются знаки с явно греческими задатками: А — это альфа с сильно закругленным и вытянутым низом, С — ясно выраженное сродство с сигмой, Р — перевернутое ро, Л — лямбда, у буквы П столпы снизу закруглены внутрь и соединены на манер омеги.
У буквы н изменение коснулось скругления острых углов. В итоге получилась змейка. Буква Г в явной попытке изменения, но выглядит как обычная. Оригинальное титло над второй буквой Л для современного восприятия получилось как латинская письменная буква Л.
Такие буквы как ижица, омега и и десятеричное написаны без изменений.
Часть букв представлены в разных вариациях. Так буква Л сразу в трех видах: греческая, измененная и обычная, а буква Т — измененная и обычная.
Общий строй письма — стремление к округлости. Горизонтальная вытянутость букв как поверх строки, так и снизу в сочетании с наложением букв друг на друга создает своеобразную вязь. Особо удачно в этом отношении получилось слово слава.
Несмотря на избыток фантазии, писец явно путал на письме буквы Е и А — два раза применил Е вместо А..

### Тайнопись инока Луки
Тайнопись инока Луки — характерный пример системы изменённых знаков.
Тайнопись содержится, по выражению учёного М. С. Сперанского, в Смоленской Псалтыри 1395 года. Автор тайнописи — инок Лука. Тайнопись состоит из трёх видов: тайнопись изменённых начертаний, цифирь счётная и система вязи.
В псалтири писец, прекрасно владеющий искусством письма и знакомый с разными системами тайнописи, написал на листах 72 и 129 такие строки (Рис.1).
При создании тайнописного алфавита инок Лука использовал следующие приёмы:
- перевороты букв (Рис.2 а),
- деформация букв (Рис. 2 б),
- урезка части букв (Рис. 2 в),
- использование особых начертаний (Рис. 2 г).[6]

- Рис. 1
- Рис. 2
- Рис. 3

### Тайнопись из «Толкования паполитово от чени»
Тайнопись из «Толкования паполитово от чени» относится к системе измененных знаков древнерусских тайнописей.
В рукописи б. Троицкой лавры N 780 (1632) — Сборник 1549 года — в статье «Толкование паполитово (Ипполитово) от чени» среди обычного текста на листе 526 находятся тайнописные строки.
Точно такой же текст встречается в рукописи б. Хлудово (Историч. муз., Москва, N 30) XIV в., на обороте 16-го листа, где соответствующее место написано обычным письмом: "кручины же три въ ч(е)л(о)в(е)цъ. желта. зелена. черна. да от желтою огньная болъзнь. а от зеленою зимная болъзнь. а от черною см(е)рть.
Сопоставляя открытые и шифрованные места, не трудно разобраться в значениях отдельных знаков. (Рис.1)
В той же рукописи б. Троицкой лавры N 780 на листе 527 приводится еще одна запись тайнописью. Шифрованное место выделено троеточием и волнистым крестом. Основываясь на предыдущей дешифровке, можно прочесть: «слава тебъ б(о)же слава тебъ, г(оспод)и». (Рис. 2)

### Тайнопись из рукописи Н. П. Никифорова
К системе нарочно придуманных знаков (или условных алфавитов) древнерусских тайнописей относится тайнописная запись в рукописи конца XVI века, принадлежавшей собранию рукописей Н. П. Никифорова (ныне Ист. Муз. N 3801).
В этой тайнописи «затемнение» обычных начертаний букв достигается за счет:
- деформации исходных букв (буквы Е, Л, П и Ш),
- переворачивание — буква Р,
- замены — для буквы Г взято начертание фиты, а для буквы Н — омеги,
- для остальных букв использованы нарочно придуманные знаки.[6]

### Тайнопись из хронографа XVII века
В рукописи б. Румянцевского музея № 460 — хронограф XVII века на полях находятся масса заметок тайнописной азбукой, частично обрезанные при позднейшем переплетении рукописи.
На основании этих заметок А. Х. Востоковым был составлен алфавит этой тайнописи. Листок с этим ключом был вложен в саму рукопись (см. рис. 1).
Знаки этой тайнописи основаны
- на греческих скорописных начертаниях для шести букв — Д, Е, М, Н, П и С,
- на полусловице для двух букв — Ь и В,
- на двенадцати деформированных кириллических буквах — М, З, П, Х, Щ, Ъ, Ы, Ю, Я, К, Ч и Ц,
- две перевернутые буквы — Б и З,
- и придуманные знаки для девяти букв — А, Г, Д, Ж, Р, Т, У, омега и М.

Кроме того для четырнадцати букв имеются неодинарные (двойные и тройные) начертания знаков.
По знаковой системе эта тайнопись в сродстве с тайнописями
- ключ к тайнописи из рукописи библиотеки Синодской типографии № 1028,
- ключ к «азбуке копцева»,
- и ключ к «флопяцевской азбуке» -

Количество общих знаков с другими азбуками показано на рис. 2.

## Первоисточники древнерусских тайнописей
1. Тайнопись глаголицей.
  1. «Евгеньевская» псалтырь, 13 Слов Григория Богослова XI в. (Ленингр. Публ. Библ.).
  2. «Толстовская» толковая псалтырь (Ленингр. Публ. Библ.).
  3. Отрывок из поучения XIII в.
  4. Приписки в церковном уставе XI—XII в. (б. Типогр. Синод. Библ.).
  5. Летучие листки Киево-Печерской типографии.
    1. Житие св. Памвы.
    2. Лествица.
    3. О преподобном Памве Нитрийсском 1626—1629 гг.
2. Тайнопись греческой азбукой.
  1. Сборник библ. б. Троице-Сергиевой лавры N 793 (1639 г.).
  2. Служ. минее собр. И. Е. Забелина (Гос. Ист. Муз.) N 52 (н. XVI в.).
  3. Пролог (Ленингр. Публ. Библ.) 1431—1434 гг.
3. Тайнопись латиницей.
  1. Заметки читателя на полях «Хронографа» н. XVII в. (б. Румянцевский музей) N 460.
  2. Запись на краю «Временника» (Историч. Муз.) N 2291, к. XVII в.
4. Пермская азбука.
  1. Рукопись N 357 (б. Румянцевский музей), перв. половина XV в.
  2. Текст Иосифа Флавия по списку б. Патр. библ. N 770, XVI—XVII вв.
  3. Рукопись Дионисия Ареопагита в приписке из Устьвыми (Царск.-Уварова N 48), XVI в.
  4. Книга малых Пророков F. 1. N 3 (Лен. П.б.), нач. XVI в.
  5. Служ. минее б. Успенского соб. N 18 (Ист. муз.) перг. нач. Xv в.
  6. Библ. книги б. Архива Мин. Ин. Д. 69, Xv — XVI вв.
5. Изменённые знаки.
  1. Смоленская псалтырь 1395 г.
  2. Рукопись б. Троицкой лавры N 780 — Сборник 1549 г.
6. Полусловица.
  1. Рукопись cod. Vatic. Slav. N VIII.
  2. Рукопись б. Патриаршей библ. N 951, XV в.
  3. Рукопись б. Моск. Синод. Библ. N 1028, XVII в.
7. Условный алфавит со следами обычного.
  1. Рукопись б. Румянцевской библ. N 460 хронограф XVII в.
  2. Запись в рукописи N 3801 (Ист. Музей), к. XVI в.
8. Нарочито придуманные азбуки.
  1. Рукопись б. Моск. Синод. Типографии N 1028, XVII в.
  2. Рукопись Моск б. Патр. библ. N 993, XVII в.
9. Специально придуманные алфавиты.
  1. Ключ к тайнописи на отдельном листе (б. Патр. библ.) N 93, вторая половина XVII в.
  2. Азбука, приложенная к иконописному Подлиннику (Ист. муз.) N 340, XVII в.
  3. Тайнопись Звенигородского колокола, 1667 г.
10. Простая литорея.
  1. Рукопись Тверского музея N 1.
  2. Рукопись Вяземского N LVIII.
  3. Рукопись И. Е. Забелина N 537 (Ист. муз.).
  4. Пятистрочная запись на Шенкурском Прологе 1229 г.
  5. Послание митрополита Киприана к Сергию Радонежскому о Митяе, 23 июня 1378 г.
  6. Шестая тайнопись Звенигородского колокола (шестая), 1667 г.
11. Азбуки «Синодская», «Азадская», «Мефодская», «Метофрястская», осложненская «простая литорея» (всего около 17 азбук).
  1. Рукопись N 5 (Ист. муз.), XVII в.
  2. Слог о языцах в рукописи N 993 (б. Патр. библ.), XVI в.
12. Письмо в квадратах.
  1. Рукопись Библ. АН из собрания И. И. Срезневского, XVII в.
13. Цифровой разряд.
  1. Псковский Апостол N 722 (б. Патр. библ.), 1307 г.
  2. Запись на Новгородском Евангелии N 70 (б. Патр. библ.), 1355 г.
  3. Рукопись И. Н. Никифорова N 3803 (Ист. муз.), XVI в.
14. Описательный разряд.
  1. Послесловие к «Лаодикийскому посланию».
  2. В рукописи Забелина N 541 (Ист. муз.), XVII в.
  3. В рукописи Выдубицкого мон. XVII в. в «Повести о некоей брани».
15. Цифровая система (порядковые числительные).
  1. Сборник N 369 (б. Румянцевский муз.).
  2. Рукопись N 865 (б. Патр. библ.), XVII в.
  3. Копия с записи югославянина переводчика сочинений Дионисия Ареопагита, XV в.
16. Цифровая система (существительные образованы от числительных).
  1. Рукопись Кирилло-Белозерского мон. N 21.
  2. Запись в Апостоле N 725 (б. Патр. библ.), XVI _ XVII в.
17. Цифровая система с арабскими цифрами.
  1. Измарагд писанный в Калуге N 199 (б. Моск. Синод. Типография), н. XVII в.
18. Значковая система.
  1. Рукопись Н. С. Тихонравова N 326 (б. Румянцевский муз.), XVII в.
19. Акростих.
  1. «Лаодийское послание», XVII в.
20. Обратное направление письма.
  1. Рукопись б. Соловецкого мон. N 227 (Лен. Публ. библ.).
21. Условный порядок букв в слове.
  1. Записка, приложенная при «отписке» К. Н. Савина, русского посланника к грузинскому царю Александру, 1597 г.
  2. Сборник N 1590 (Гос. Публ. библ.), XVII в.
22. Монокондил.
  1. Рукопись Ундольск. N 53 (Псалтырь с Восследованием) (б. Румянцевский муз.), XVI в.
  2. Вяземское Евангелие, 1527 г.
23. Вязь.
  1. Рукопись б. Чудова мон. N 11 (б. Патр. библ.), XIV в.
  2. Список XIII в. сочинений Иоанна Дамаскина о правой вере в переводе Иоанна Экзарха (б. Патр. библ.)